# Цага
Цага (рум. Țaga) — село у повіті Клуж в Румунії. Входить до складу комуни Цага.
Село розташоване на відстані 320 км на північний захід від Бухареста, 38 км на північний схід від Клуж-Напоки.

## Населення
За даними перепису населення 2002 року у селі проживали 860 осіб.
Національний склад населення села:
| Національність | Кількість осіб | Відсоток |
| -------------- | -------------- | -------- |
| румуни         | 817            | 95,0%    |
| угорці         | 42             | 4,9%     |

Рідною мовою назвали:
| Мова      | Кількість осіб | Відсоток |
| --------- | -------------- | -------- |
| румунська | 818            | 95,1%    |
| угорська  | 41             | 4,8%     |